# Jennifer Cross
Jennifer Cross (* 4. Juli 1992 in Scarborough, Ontario) ist eine kanadische Volleyballspielerin.

## Karriere

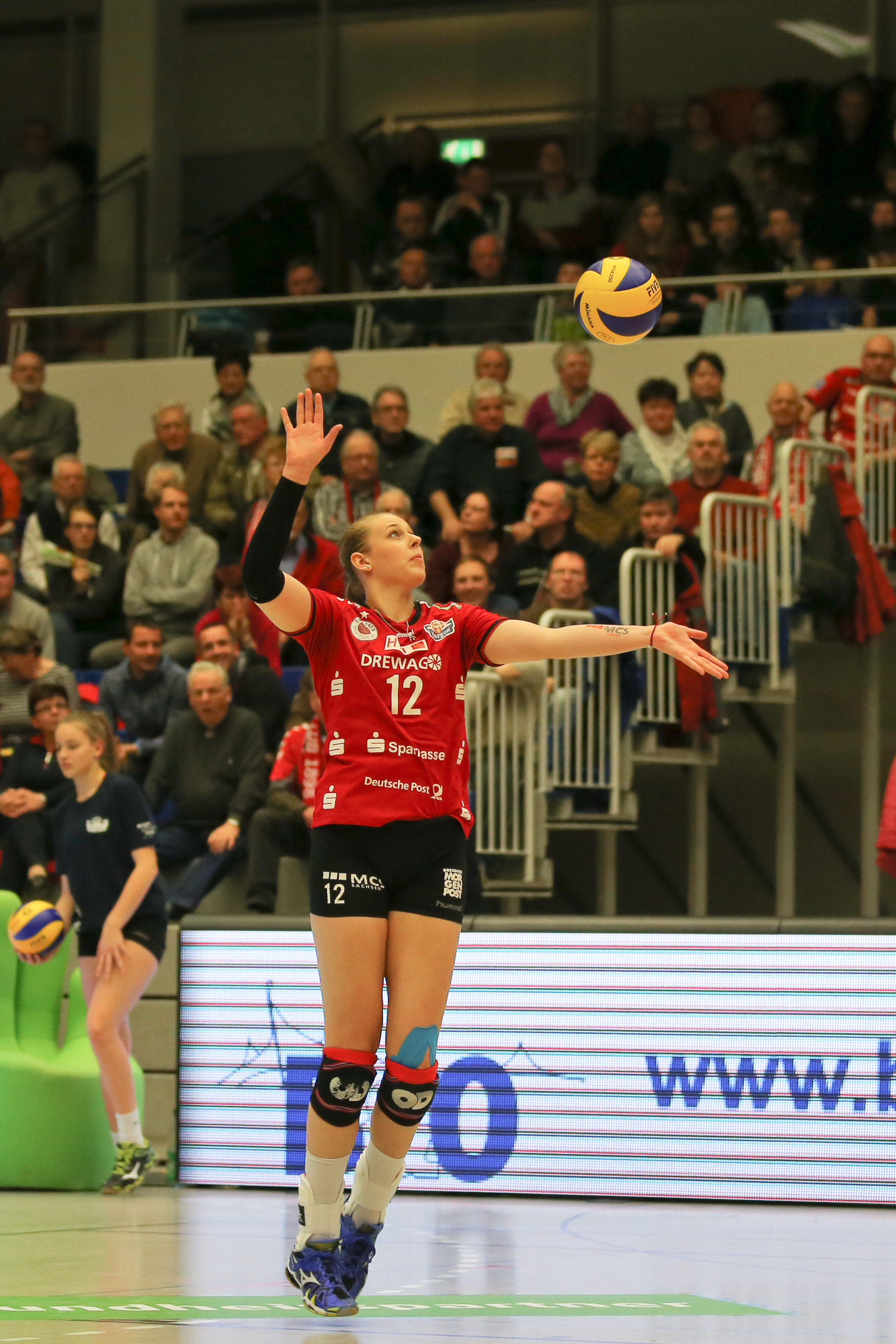
Cross beim Bundesligaheimspiel des Dresdner SC gegen Aurubis Hamburg, 2016

### Verein
Die in Scarborough, Ontario geborene Cross spielte zunächst leistungsmäßig Eishockey, wechselte jedoch im Alter von 16 Jahren die Sportart und ist seitdem als Volleyballspielerin aktiv.
Ihre Karriere begann sie im Volleyballteam der amerikanischen University of Michigan, wo sie bis zu ihrem College-Abschluss im Jahr 2014 aktiv war. Es folgte ein Wechsel zum schwedischen Erstligisten Engelholms Volleybollsällskap, für den die gebürtige Kanadierin in der Saison 2014/15 spielte und mit dem sie 2015 die schwedische Meisterschaft gewann.
Im Juni 2015 wechselte die Mittelblockerin zum Dresdner SC, wo sie neben den Neuverpflichtungen Kathleen Slay und Whitney Little die dritte Mittelblockerin im Kader der Bundesligamannschaft wurde. In ihrer ersten Saison, in der sie in 19 Meisterschaftsspielen 35 Blockpunkte erzielte, wurde sie Deutsche Meisterin und Pokalsiegerin mit dem Dresdner SC. Im Mai 2016 verlängerte sie ihren Vertrag in Dresden um ein Jahr bis 2017. In der Saison 2016/17 erreichte Cross mit der Mannschaft des Dresdner SC den dritten Platz in der Meisterschaftswertung. Anfang Mai 2017 gab der Verein bekannt, dass der auslaufende Vertrag von Jennifer Cross – ebenso wie die Verträge von Barbora Purchartová, Lucie Smutná, Brittnee Cooper sowie Jocelynn Birks – nicht verlängert wird.
In der Saison 2017/18 spielte Cross für den ungarischen Verein UTE Profisport Szolgáltató und wurde mit dem Verein Meisterschaftsdritte. Anschließend wechselte sie zu VK Mariza Plowdiw nach Bulgarien. Mit dem Verein gewann sie in der Saison 2018/19 das bulgarische Double, bestehend aus Meisterschaft und Pokalsieg. Zwischen 2020 und 2021 spielte sie in der Türkei bei Yeşilyurt Spor Kulübü. Zwischen 2021 und 2022 stand Cross bei Panathinaikos Athen unter Vertrag und gewann dort neben der griechischen Meisterschaft auch den nationalen Pokalwettbewerb.

### Nationalmannschaft
Jennifer Cross ist seit 2011 Auswahlspielerin der Kanadischen Volleyballnationalmannschaft der Frauen
 und fungierte bei der Volleyball-Weltmeisterschaft der Frauen 2018 in Japan als Kapitänin der Mannschaft.